# Yacøpsæ
Yacøpsæ ist eine Hamburger Hardcore-Band, die im Jahr 1990 gegründet wurde.

## Geschichte
Yacøpsæ wurde 1990 im Umfeld der Hamburger Punk-/Hausbesetzer-Szene gegründet. Der Bandname geht auf den Nachnamen („Jakobs“) des Sängers der lokalen Band The DDL's zurück. Die ersten fünf Jahre bestanden Yacøpsæ als Duo, da sich kein Bassist fand. Im April 1991 wurde eine erste Demokassette aufgenommen. Im Februar 1992 verließ der Schlagzeuger Pattex die Band wegen musikalischer Differenzen und wurde kurz darauf durch Emu, der zu dieser Zeit in der Hamburger Hardcore-Band Derider spielte, ersetzt. Im Januar 1996 stieß mit Frank Venet (ex-Sargnagel) ein Bassist dazu und komplettierte die Besetzung. Bis Februar 2016 blieb die Besetzung konstant, dann trennten sich die Band und Bassist Venet. Die Yacøpsæ traten in den Jahren 2001, 2005, 2007, 2012 und 2021 jeweils auf dem Obscene Extreme auf. 2003 absolvierte Yacøpsæ als eine von sehr wenigen Bands des Powerviolence-Genres einen Auftritt in Istanbul. 2006 und 2016 trat die Band auf dem Maryland Deathfest auf, 2006 gemeinsam mit Sanitys Dawn als erste Band aus dem deutschsprachigen Raum. 2016 veröffentlichte die Band das Album Gästezimmer, auf dem die Gesangsparts der 30 Stücke von befreundeten Musikern und Musikerinnen übernommen wurden, unter anderem von den Bands Holy Moses, Svffer, EA80, Cripple Bastards und Karl Nagel. Im November 2018 verließ Schlagzeuger Ebeling die Band. Für den vakanten Posten wurde im Folgemonat der neue Schlagzeuger Thore verpflichtet.

## Stil
Ollie Fröhlich vom Ox-Fanzine bezeichnete die Musik auf Tanz, Grosny, tanz… als „die schnellste, ehrlichste, wütendste und beste Grind-Platte des Jahres“. Das Trust ordnet die Musik der Band als „extremst geilsten Fast-Power-Violence-blabla-Punkrock“ ein, der es wert sei, „(s)einen Wohnort in die Heimatstadt der Band zu verlegen“. Michael Siewert vom Ox-Fanzine ordnete in seinem Review der Split-Veröffentlichung mit Sanitys Dawn die Musik dem Hardcore zu und hob hervor, dass die Texte ungewöhnlicherweise durchweg auf Deutsch gehalten seien. In einem Review von Tanz, Grosny, tanz… kennzeichnet Sputnik Music die Musik der Band als „minutenkurze Wirbel aus Wut und kontrollierter Aggression“, die auf „großartigen Riffs und großartigem Schlagzeugspiel“ basierten, die „jeden Fan von Powerviolence und/oder Grindcore zufriedenstellen“ würden. Das Fanzine Moloko Plus befand, gegen Yacøpsæ klinge „Slayer wie (eine) Valium-Tablette“. Bloodchamber.de bezeichnete das Album als eine schnelle und aggressive Mischung aus Hard- und Grindcore, in der „scheinbar Chaos und ein heilloses Durcheinander“ herrsche. Jedoch habe alles seinen festen Platz und die Ordnung erschließe sich einem erst nach und nach. Das Plastic-Bomb-Magazin bezeichnet die Musik der Band als „wütenden Grindcore“ und das 2016er-Album Gästezimmer als „gewalttätiges Album“. Die Band selbst ordnet sich nicht dem Grindcore zu, den sie insbesondere bei Betrachtung seiner Untergenres als „krampfhaft (...) provokativ“ und im Falle von Porngrind als sexistisch empfindet, sondern sieht sich zwischen den Hardcore-Subgenres Powerviolence und Fastcore. Typisch für Yacøpsæ-Lieder sind Blastbeats, Stop'n'Go-Breaks, Keifgesang und gesellschaftskritische Texte in deutscher Sprache.

## Diskografie

### Alben
- 1998: Fuck Punk Rock… This Is Turbo-Speed-Violence!!! (Anomie Records + Rødel Records)
- 2001: Einstweilige Vernichtung (Slap A Ham Records)
- 2006: Discoregraphy (Doppelalbum, Regurgitated Semen Records)
- 2007: Fastcoregraphy (diverse DIY-Labels)
- 2007: Tanz, Grosny, tanz… (Obscene Productions)
- 2008: Pop-Punk Alienation (E.U. '91 Serbian League)
- 2009: Tanz, Grosny, tanz… (Vulgar Records + Useless Records)
- 2011: Einstweilige Vernichtung (F.O.A.D. Records)
- 2011: Pop-Punk Alienation (Haunted Hotel Records)
- 2013: Discoregraphy #2 Kompilations-Doppel-Album (F.O.A.D. Records)
- 2016: Gästezimmer (Power It Up)
- 2019: Timeo Ergo Sum (F.O.A.D. Records)

### Split-Veröffentlichungen
- 1995: Split-EP mit Active Minds (Thought Crime)
- 1996: Split-7" mit Inner Conflict (Vomited Chunx Records)
- 1996: Split-7" mit Vaseline (T.V.G. Records)
- 1999: Al Bano & Romina Power Violence (Split-EP mit Bizarre X, Vulgar Records)
- 2000: Split-5" mit Deep (gepresst auf Coca-Cola-Plastik) (Dhyana Records)
- 2001: Split-Album mit Rot (T.V.G. Records)
- 2001: Split-7" mit Tumult (Spiral Objective Records)
- 2003: Split-9" mit Deep und Weezer (Arbil '91)
- 2003: Split-Album mit Sanitys Dawn (Regurgitated Semen Records)
- 2004: Split-7" mit Fuck On The Beach (Out of Control Records)
- 2006: Split-7" mit Your Kingdom Is Doomed (Institut für Mentale Hygiene)
- 2006: Split-5" mit Massgrav (Regurgitated Semen Records)
- 2007: Split-5" mit Deep (Wiederveröffentlichung auf Vinyl) (Institut für Mentale Hygiene)
- 2008: Split-Album mit Res Gestae und La Vendetta (diverse DIY-Labels)
- 2012: Split-7" mit Amen 81 (Righteousfuck Records)
- 2013: Split-7" mit To The Point (Fucking Kill Records)
- 2014: Split-7" mit Shitnoise Bastards (Nuclear Alcoholocaust)
- 2014: Split-10" mit Razors (Power It Up)
- 2014: Grau (An) / Grau (Aus) (Split-EP mit Deep, Dhyana Records)
- 2015: Verfaulte Durchschauung (Split-EP mit Corrosive, Power It Up Records)
- 2015: Am Ende des Alphabets (Split-EP mit ZZZ Hacker, Power It Up Records)
- 2015: Split-EP mit Irate Architect (Haunted Hotel Records)
- 2020: Ultra Thrash Noise Cranium Meltdown (Split-Single mit Napalm Death, Bus Pop)
- 2022: Rehearsal 04.08.1992 / Implosion Of Bowels (Split-Album mit Tumor, Frei zum Abriss Kollektiv)
- 2024: Very Old Shit (Split-Album mit Agathocles, Power It Up)

### Sonstige Veröffentlichungen
- 1994: Krank ist normal 7" EP (Rødel Records)
- 2013: Power-It-Up Flexi Series Part 4 (auf Plattenspieler abspielbare Postkarte,[11] Power It Up Records)
- 2014: Live At AJZ Wermelskirchen (Frontcore Records)